# Instituto Profesional Virginio Gómez
La Corporación Instituto Profesional Dr. Virginio Gómez, es una institución superior técnica profesional chilena, fundada el 24 de noviembre de 1988, organizada como Instituto Profesional y constituida como una corporación privada, autónoma y propia de la Universidad de Concepción. 
Su denominación es un homenaje al médico e intelectual chileno Dr. Virginio Gómez González, precursor de la medicina moderna en Concepción, y uno de los impulsores de la creación de la Universidad de Concepción. Su casa central se ubica en Concepción, contando además con sedes en Los Ángeles y Chillán.
Actualmente se encuentra acreditado por la Comisión Nacional de Acreditación (CNA-Chile) por un período de 4 años (de un máximo de 7), desde marzo de 2021 hasta marzo de 2025.Está en la posición 72 de instituciones educativas chilenas según el ranking de Webometrics 2024.

## Sedes
El Instituto posee tres sedes: una en Concepción, otra en Los Ángeles y otra en Chillán. Cada una tiene una planta académica estable, además de contar con docentes part-time de la Universidad de Concepción y profesionales de empresas privadas.
En total, la infraestructura del Instituto suma aproximadamente 23 mil metros cuadrados construidos.

### Concepción
La Sede Concepción está ubicada en la Avenida Arturo Prat 196. Sus instalaciones se ubican en un moderno edificio de 4 mil 400 metros cuadrados, que posee aulas, laboratorios para las distintas carreras que se imparten, biblioteca, auditorio, cafetería y zonas de ocio.
En Concepción, los alumnos del Instituto tienen acceso a los laboratorios de la Universidad de Concepción asociados a mecánica de suelos, hormigones, biología, química, botánica, fisiología vegetal, fotointerpretación, edafología, máquinas herramientas, resistencia de materiales, termofluidos y telecomunicaciones, según sean las necesidades de cada carrera.

### Los Ángeles
La Sede Los Ángeles está ubicada en la calle Ercilla 444. Sus instalaciones abarcan una superficie de 10 mil metros cuadrados, destinados a docencia, administración y actividades extraprogramáticas.
En la sede se ubica un edificio de 3 mil 500 metros cuadrados que contiene aulas, laboratorios, biblioteca, auditorio, cafetería, oficinas y zonas de ocio.

### Chillán
La Sede Chillán se ubica en la calle Vicente Méndez 1240. Se emplaza en una superficie de 10 mil 700 metros cuadrados rodeada por áreas verdes, destinados a la docencia, la administración y la realización de actividades extraprogramáticas.
Posee un edificio de 4 mil 320 metros cuadrados que contiene aulas, biblioteca, auditorio, cafetería, oficinas y zonas de ocio.